# Jimmy van Schie
Jimmy van Schie (* 2. Oktober 1993 in Breda) ist ein niederländischer Dartspieler. Aktuell führt er die Weltrangliste der World Darts Federation (WDF) an, bei der er 2024 mehrere Turniere gewann. Außerdem siegte er bei einem Turnier der PDC Challenge Tour.

## Karriere
Jimmy van Schie trat erstmals bei einem Turnier der Players Championships 2010 in Erscheinung. Damals noch offen für alle Spieler, registrierte er sich im Alter von 16 Jahren für das Event am 19. September 2010 im niederländischen Nuland. Er verlor jedoch im ersten Spiel knapp mit 5:6 gegen Willem Kralt. Im darauffolgenden Jahr spielte van Schie die zwei niederländischen Turniere der neu geschaffenen PDC Development Tour (damals noch PDC Youth Tour) und gewann dabei ein Spiel. Anfang 2012 zog van Schie bei den Dutch Open in die Runde der letzten 32 ein. Mit 0:3 verlor er gegen Edwin Max. Danach zog sich van Schie aus dem internationalen Dartsport weitestgehend zurück.
2021 trat van Schie erstmals wieder in Erscheinung. Er versuchte sich über den Western Europe Qualifier für die PDC World Darts Championship 2022 zu qualifizieren. Er blieb jedoch gleich in seinem ersten Spiel an Mats Gies hängen. Im Januar 2022 nahm van Schie erstmals an der PDC Qualifying School teil. In der First Stage zog er dabei am dritten Tag ins Viertelfinale ein, verpasste aber dennoch die Final Stage. Daraufhin spielte van Schie die komplette PDC Challenge Tour 2022, wobei er zweimal das Achtelfinale erreichte. Im Host Nation Qualifier für die Dutch Darts Championship scheiterte er erst im letzten Spiel an der Qualifikation. Bei der WDF trat van Schie beim World Masters im Dezember erstmals wieder in Erscheinung. Er schied jedoch in seiner Gruppe unter anderem gegen Leonard Gates aus.
Bei der Q-School 2023 zog van Schie durch einen Tagessieg an Tag eins direkt in die Final Stage ein. Hier gewann er jedoch nur zwei Spiele und verfehlte die Tour Card somit erneut klar. Daraufhin nahm er an den Dutch Open teil und gewann zwei Spiele. Auf der PDC Challenge Tour 2023 erreichte er erneut ein Achtelfinale und schloss die Order of Merit auf Rang 131 ab.
Die Q-School 2024 verlief für van Schie kaum erfolgreicher. Über die Rangliste erreichte er die Final Stage, wo er jedoch erneut klar keine Tour Card gewann. Dafür kehrte er zu dem Turnierwochenende in Rumänien Ende Januar zur World Darts Federation (WDF) zurück. Dabei machte er auf sich aufmerksam, indem er direkt die Romanian Classic gewann. Im Finale gewann er mit 5:4 gegen Alexander Merkx. Auch bei den Dutch Open war van Schie wieder dabei, allerdings nur im Doppelwettbewerb. Hier erreichte er gemeinsam mit Jeroen Mioch das Finale, das die beiden mit 1:5 gegen Damian Mol und Brian Raman verloren.
Anfang Mai stand van Schie im Finale der Denmark Open, einem Gold-Turnier der WDF, welches er mit 1:6 gegen Connor Scutt verlor. Bei den Denmark Masters am gleichen Wochenende unterlag van Schie im Viertelfinale Liam Maendl-Lawrance. Später gewann van Schie die Team X-Treme Open im österreichischen Grafenegg. Mit 5:3 besiegte er Benjamin Pratnemer im Finale. Einen dritten Titel sammelte van Schie danach bei den Swiss Open ein. Anfang Juni gewann er das Finale gegen Darren Johnson mit 5:3.
Auf der PDC Challenge Tour 2024 erreichte er bei Turnier fünf erstmals das Viertelfinale, das er gegen Danny Jansen verlor. Es folgte ein weiteres Viertelfinale bei Turnier Nummer elf, bevor er im August seinen ersten Titel gewann. Beim PDC Challenge Tour Event Nummer 18 besiegte van Schie unter anderem Kai Gotthardt, Alexander Merkx, Cam Crabtree und Dennie Olde Kalter, bevor er sich im Finale mit 5:4 gegen Daniel Ayres durchsetzte. Im nächsten Turnier am gleichen Tag kam van Schie ins Halbfinale.
Anfang September gewann van Schie die Catalonia Open. Mit 5:3 besiegte er im Finale Dylan Quinn. Bei den FC Anniversary Open am gleichen Wochenende erreichte er das Halbfinale. Eine Woche später trat van Schie bei den Italian Grand Masters an und konnte auch hier den Titel erringen. Im Finale schlug er Kai Fan Leung mit 5:1.
Dieser Erfolg auf der Challenge Tour sorgte dafür, dass van Schie auf alle restlichen Turniere der Players Championships 2024 nachrückte. Hier gelang ihm zweimal der Einzug ins Boardfinale (sprich: Der Gewinn von zwei Spielen in einem Turnier). Die PDC Challenge Tour Order of Merit 2024 schloss van Schie auf Rang zehn ab.
Anfang Oktober gewann van Schie die Cuesoul Befry Open in Belgien, indem er im Finale Corné Groeneveld mit 5:4 besiegte. Bei den World Masters 2024 verlor van Schie in seiner Vorrundengruppe gerade einmal ein Leg. Er zog somit ohne Niederlage in die K.-o.-Runde ein. Hier besiegte er nacheinander Sheldon Fudge, Shusaku Nakamura, Daniel Zapata und Thomas Junghans, womit er ins Viertelfinale einzog. In diesem lieferte er sich ein gutes Spiel mit Wesley Plaisier, der jedoch mit 4:5 gewann und später seinen Titel verteidigte. Am gleichen Wochenende wurden auch die World Open ausgetragen, bei denen van Schie sich gegen Plaisier revanchierte und später ins Finale einzog. In diesem erwies sich Reece Colley mit 4:6 als zu stark. Ende Oktober gewann van Schie dann das Hungarian Classic im Finale gegen Benjamin Pratnemer.
All diese Erfolge bei der WDF in diesem Jahr sorgten dafür, dass van Schie bei der WDF World Darts Championship 2024 an Position zwei gesetzt war. Zuvor ging van Schie ebenfalls beim Western Europe Qualifier für die PDC World Darts Championship 2025 an den Start, bei dem er jedoch denkbar knapp das Endspiel gegen Stefan Bellmont verlor. Ende November gewann van Schie die Czech Open der WDF. Im Finale schlug er Andreas Harrysson mit 5:2.
Bei der WDF-WM ging van Schie von vielen als Favorit gesehen in das Turnier. In seinem ersten Spiel wurde er dieser Rolle auch gerecht und gewann mit 3:0 komfortabel gegen Björn Lejon. Im Achtelfinale stolperte er jedoch über Jarno Bottenberg und unterlag 1:3.
Aufgrund seiner Challenge-Tour-Saison durfte van Schie bei der Q-School 2025 in der Final Stage starten. Am ersten Tag erreichte er dabei das Finale, das er jedoch gegen Viktor Tingström mit 4:6 verlor. Er errang danach auch keinen Punkt mehr für die Rangliste und schied somit mit fünf Ranglistenpunkten knapp aus dem Tour-Card-Feld aus.
Bei den Dutch Open im Februar scheiterte van Schie dieses Mal schon in der Runde der letzten 32 gegen den späteren Finalisten David Fatum. Ende Mai erreichte van Schie das Finale der Lithuania Open, das er mit 5:6 gegen den Dänen Thomas Jensen Skriver verlor.

## Titel

### PDC
- Secondary Tour Events
  - PDC Challenge Tour
    - PDC Challenge Tour 2024: 18

### WDF
- Silber-Turniere:
  - Antwerp Open: (1) 2025
  - Belfry Open: (1) 2024
  - Belgium Open: (1) 2025
  - Czech Open: (1) 2024
  - Italian Grand Masters: (1) 2024
  - Romanian Classic: (1) 2024
  - Swiss Open: (1) 2024
- Bronze-Turniere:
  - Catalonia Open: (1) 2024
  - Hungarian Classic: (1) 2024
  - Team X-Treme Open: (1) 2024

## Weltmeisterschaftsresultate

### WDF
- 2024: Achtelfinale (1:3-Niederlage gegen  Jarno Bottenberg)